# Desastres em 1996
Nesta página encontrará referências aos desastres ocorridos durante o ano de 1996.

## março
- 02 de Março - o jato de modelo Learjet 25 D, que trazia os integrantes da banda Mamonas Assassinas, de um show no Estádio Nacional de Brasília Mané Garrincha (Brasília - DF), choca-se com a Serra da Cantareira, em Guarulhos - SP matando todos os ocupantes.

## maio
- 10 de Maio - Dia da morte de oito pessoas no Monte Everest, nesse ano morreram 15 pessoas, até hoje o maior número de mortos da história do Pico.

## julho
- 17 de julho - Um Boeing 747 da companhia aérea TWA, que partia para a Nova Iorque por Paris, cai no Oceano Atlântico fora da costa da Nova Inglaterra depois uma explosão, e deixa 240 mortos (Voo TWA 800)

## outubro
- 31 de Outubro – Um Fokker 100 da companhia aérea TAM, que partia para o Rio de Janeiro, cai sobre casas no bairro do Jabaquara, zona sul de São Paulo, e deixa 99 mortos (Vôo TAM 402).

## novembro
- 12 de novembro - Cai na Índia o Voo Saudia 763.

## Dezembro
- (na noite de 25 para 26 de dezembro) - Encalha na Baía de Angra a embarcação Fernão de Magalhães, destinada a cabotagem inter-ilhas e destas com o continente português pela acção do temporal. [1]